# Elina Netšajeva
Elina Netšajeva, talvolta accreditata come Elina Nechayeva (in russo Элина Нечаева?, Ėlina Nečaeva; Tallinn, 10 novembre 1991), è un soprano estone con origini russe.
Ha rappresentato l'Estonia all'Eurovision Song Contest 2018 con il brano La forza.

## Biografia
Elina Netšajeva si è diplomata al Tallinna Prantsuse Lütseum nel 2011. Ha quindi proseguito i suoi studi all'Accademia Musicale Estone, dove si è diplomata nel 2016 in canto lirico. Elina è un soprano.
Ha partecipato alla terza edizione del talent show Eesti otsib superstaari, da dove è stata eliminata prima di accedere alle serate finali. Nel 2014 ha inoltre preso parte alla competizione per cantanti lirici organizzata dall'ente televisivo estone ETV Klassikatähed, dove è arrivata fra i tre finalisti.
Nel 2018 Elina ha partecipato a Eesti Laul, il programma estone per la ricerca per il rappresentante nazionale all'Eurovision, cantando La forza, un brano lirico interamente in italiano. Nella serata finale del 3 marzo 2018 è risultata la più votata dal pubblico, vincendo il programma e garantendosi la possibilità di rappresentare l'Estonia all'Eurovision Song Contest 2018.
L'artista si è esibita nella prima semifinale della manifestazione, ottenendo la qualificazione alla finale, classificandosi quinta con 201 punti. Durante la serata finale, tenutasi il 12 maggio 2018, Elina si è classificata all'ottavo posto con 245 punti, venendo ricordata per aver indossato il vestito più costoso dell'ESC, per un costo di 65 000 euro.

## Discografia

### Singoli
- 2018 – La forza
- 2019 – La voce dell'alba
- 2020 – Lind
- 2020 – Dans mes rêves
- 2021 – What They Say (feat. Noëp)
- 2022 – Remedy
- 2022 – Ave Maria
- 2022 – Planet B

#### Come artista ospite
- 2021 – Burnt (Kristjan Järvi feat. Robot Koch ed Elina Netšajeva)